# Huang Hao (mathématicien)
Huang, Hao (chinois simplifié : 黄皓 ; pinyin : Huáng Hào) est un mathématicien chinois né à Shantou, connu pour avoir démontré en 2019 la conjecture de sensibilité, désormais devenue le théorème de sensibilité,.
Hao Huang est actuellement professeur adjoint au département de mathématiques et d'informatique de l'Université Emory.

## Biographie
Hao Huang a obtenu son doctorat en mathématiques en 2012 à l'UCLA sous la direction de Benjamin Sudakov. Ses recherches postdoctorales ont été effectuées à l'Institut d'études avancées de Princeton et au DIMACS de l'Université Rutgers en 2012-2014, suivies d'une année à l'Institut de mathématiques et ses applications de l'Université du Minnesota.
En juillet 2019, âgé de 30 ans, il apporte la démonstration de la conjecture de sensibilité. Cette conjecture avait été posée par Noam Nisan et Mario Szegedy en 1992, et était restée ouverte depuis près de 30 ans.
Pour ce résultat, Hao Huang a reçu le National Science Foundation CAREER Awards Career Award en 2019 et une bourse de recherche Sloan en 2020.